# Andra Matabelekriget
Andra Matabelekriget ägde rum 1896-1897 och kallas idag i Zimbabwe för "första befrielsekriget" i vilket Matabele-stammen gjorde uppror mot British South Africa Company som i det tidigare första Matabelekriget tagit kontrollen över stora delar av deras landområden. Det var under det andra Matabelekriget som den brittiske översten Robert Baden-Powell började utveckla det koncept som så småningom skulle bli till scoutrörelsen.
Bulawayo Field Force skapades i april 1896 för att bekämpa Matabeleupproret. Den styrkan innefattade Grey’s Scouts, Afrikander Corps, Gifford’s Horse (skapad av Maurice Gifford) och Rhodesia Horse Volunteers som bildades året före. Dessa män tillfördes trupp från Imperiet och medlemmar ur Beridna Infanteriet (Mounted Infantry), som skickades från England, och Matabeleland Relief Force. Sir Frederick Carrington var överbefälhavare för alla trupper i Rhodesia och Bechuanaland under upproret. Den 4 juli 1896 upplöstes styrkan.